# Youssef Rzouga
Youssef Rzouga,(n. la 21 martie 1957 la Ksour Essaf, Mahdia, în Tunisia), 
(în limba arabă يوسف رزوقة), este un poet tunisian de expresie arabă și franceză.
Youssef Rzouga este inițiatorul unui ritm occidentalo-oriental după introducerea metricii arabe în poezia franceză. El este unul dintre poeții reprezentativi ai poeziei tunisiene moderne. Poetul și-a făcut studiile la Facultatea de Litere și Științe Umaniste din Tunis, până în 1980, apoi la Institutul de Presă și Științe ale Informației unde a obținut o diplomă în științe politice. În prezent se ocupă de jurnalism cultural.
Poetul a debutat publicistic în anul 1970, scrie atât în limba arabă cât și în limba franceză. De asemenea, el este și un cunoscut traducător.

## Lucrări
- Je vous transcende par mes tristesses (1978)
- L'idiome des branches dissemblables (1982)
- Le programme de la rose (1984)
- L'astrolabe de Youssef le voyageur (1986)
- Le loup dans le verbe (1998)
- Le pays d'entre les deux mains (2001)
- Fleurs de dioxyde de l'histoire (2001)
- Proclamation de l'état d'alerte (2002)
- Œuvres poétiques (première partie) (2003)
- La plastique de l'âme suivi de L'Epistémè de l'issue (2003)
- Le papillon et la dynamite (2004)
- Yogana (Le livre du Yoga poétique) (2004)
- The ground zéro (2005)
- Le fils de l'araignée (2005)
- Yotalia (2005)
- 1001 poèmes (2005)
- Le jardin de la France (2005)
- Tôt sur la terre (2006)
- Œuvres poétiques (deuxième partie) (2008)

Poezia lui Youssef Rzouga este puterinc marcată de existențialism, de altfel, poezia lui fiind caracterizată de o sensibilitate deosebită, autenticitatea poetului constă tocmai în puterea de concentrare asupra temelor majore ale existenței umane. Poetul pleacă de la lucruri care par, la prima vedere, ușor de receptat însă, pe parcursul demersului poetic ajunge la scopul propus: esența revelatoare a cunoașterii de sine și a celorlalți. Timpul pe care îl trăiește poetul pare intenționat încetinit încât el lasă la vedere delimitarea spațiului propriu. Fără a provoca neliniștile sufletești, odată cu actul poetic   autorul traversează zonele cele mai sensibile ale ființei umane folosindu-se în egală măsură de latura psihică și fizică. În poemele lui Youssef Rzouga găsim o voce bine timbrată și constantă. Această voce asigură echilibrul stărilor emoționale și învestirea lor cu formula poetică cea mai potrivită receptării poemelor sale. Bun cunoscător al literaturii universale, poetul Youssef Rzouga folosește destul de des mitul, elemente filosofice, elemente matematice, toate acestea demonstrează spiritul lui contemplativ. Nu știu dacă citindu-i poemele în limba franceză ori arabă l-am recepta mai bine pe poet, dar sunt sigură că dacă l-am asculta pe Youssef Rzouga citindu-și poemele, receptarea noastră s-ar apropia de intensitatea trăirii actului său creator.